# 소양강로
소양강로(Soyanggang-ro)는 강원특별자치도 춘천시 후평동 강변사거리에서 춘천시 신북읍 을 잇는 도로이다.

## 주요 경유지
강원특별자치도
- 춘천시 (후평동 . 동면 . 신북읍)

## 노선
| 이름       | 접속 노선                      | 소재지 | 소재지 | 비고 |
| ---------- | ------------------------------ | ------ | ------ | ---- |
| 강변사거리 | 후석로                         | 춘천시 | 후평동 |      |
| 안밀사거리 | 사우로                         | 춘천시 | 동면   |      |
| 상일사거리 | 춘천시도 제13호선 (춘천순환로) | 춘천시 | 동면   |      |
| 양정교     |                                | 춘천시 | 동면   |      |
| 소양7교    |                                | 춘천시 | 신북읍 |      |
| (이름없음) | 신샘밭로                       | 춘천시 | 신북읍 |      |

## 주요 건물 및 시설
- LG헬로비전 강원방송 (소양강로 76/장학리 791-151)
- G1방송 춘천본사 (소양강로 274/장학리 635)
- 르노코리아자동차 지정정비센터 북춘천정비 (소양강로 298/장학리 627-6)